# Peucaea cassinii
Peucaea cassinii là một loài chim trong họ Emberizidae.